# Герб Новгород-Сіверського району
Герб Но́вгород-Сі́верського райо́ну — символ адміністративної одиниці Чернігівської області. Автор проєкту — А. Гречило.

## Малий герб Новгород-Сіверського району
У зеленому полі над відділеною хвилясто срібною основою стоїть срібна мурована вежа з відкритими воротами, обабіч якої йде міська стіна, над вежею – золота 6-променева зірка, справа від неї золотий спис, зліва – золота шабля вістрям вгору.

## Великий герб Новгород-Сіверського району
Щит з гербом району увінчано золотою районною короною, обабіч його підтримують давньоруські ратники у срібних кольчугах, шоломах і штанях, синіх сорочках і червоних плащах та чоботях, і тримають у руках золоті списи – справа (геральдично, тобто ліворуч для глядача) з синьо-жовтим прапорцем, зліва – з зелено-біло-зеленим; знизу на зеленій стрічці золотом: НОВГОРОД-СІВЕРСЬКИЙ РАЙОН

## Опис
Міська вежа з відкритою брамою, стіною, зіркою, списом та шаблею є символом міста Новгорода-Сіверського, а також ці знаки фігурують як на старих міських печатках з 18 ст., так і на печатці Новгородської сотні (18 ст.). Тому ці символи відображають як історію сучасного району (існування тут в давнину окремого Сіверського князівства, а потім – козацької сотні), так і підкреслюють особливу роль адміністративного центру. Срібна хвиляста основа уособлює ріку Десну та інші водні ресурси. Давньоруські ратники-щитотримачі відображають легендарні традиції «Слова о полку Ігоревім», боротьбу проти загарбників. Стилізована золота районна корона вказує на приналежність герба саме району (зубці корони вирішені у формі листків дерев).

## Історія

### Доба Речі Посполитої та Козаччини
Перший герб Новгородщини був зафіксований на сотенних печатках. На печатці був зображений міський герб Новгород-Сіверська із додатковими елементами, що символізували козацьку адміністрацію: вежу, шаблю та спис.
Первісний колір герба наразі не відомий.

### Імперська доба
До теперішнього часу зберігся наступний опис герба Новгород-Сіверського намісництва: «У зеленому полі частина стіни міської з воротами, над якими вежа із зіркою, а по боках спис і шабля золоті».
4 червня 1782 року російська імператриця Катерина ІІ затвердила герб міста, який виконував функцію і повітового герба. Герб іконографією відповідав гербу Новгород-Сіверської козацької сотні. Зброя у гербі тепер мала символізувати не козацтво, а опір жителів міста військам Лжедмитрія, вчинений восени 1604 р.

## Галерея

Герб сотні XVIII ст. (реконструкція)
Символ Новгород-Сіверщини на гербі Другої малоросійської колегії (четверте поле)
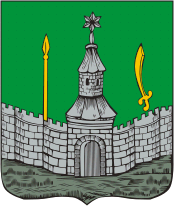
Герб міста і повіту (1782—1920)